# Aulestad

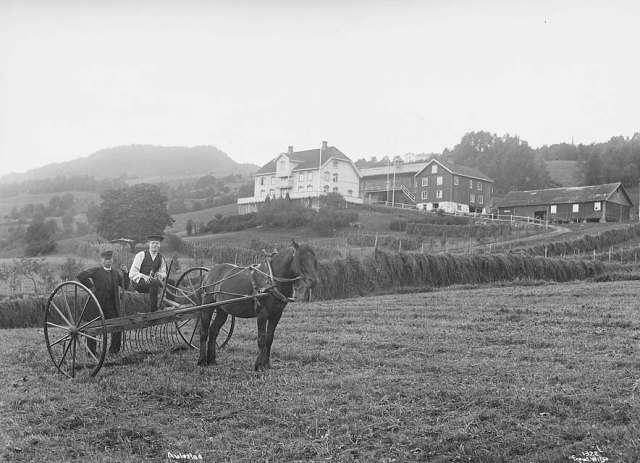
Aulestad på 1890-talet, fotografi av Axel Lindahl.

Aulestad är en gård i Østre Gausdal, Gudbrandsdalen, Norge. Gården var Bjørnstjerne Bjørnsons bostad från 1874 till hans död 1910.